# AJ Barner
AJ Barner (3 maggio 2002) è un giocatore di football americano statunitense che milita nel ruolo di tight end per i Seattle Seahawks della National Football League (NFL).

## Carriera universitaria

### Indiana
Barner iniziò la carriera nel college football alla Indiana University dal 2020 al 2022. Nelle prime due stagioni dispute complessivamente 20 partite. Nel 2022 fu scelto come capitano della squadra, partendo come titolare in 10 partite e totalizzando 28 ricezioni per 199 yard e 3 touchdown.

### Michigan
Nel dicembre 2022 Barner accettò un’offerta dall’Università del Michigan. Scelse Michigan per l’importanza del ruolo di tight end sotto la direzione del capo-allenatore Jim Harbaugh. Nell’unica stagione con i Wolverines ricevette 22 passaggi per 249 yard e un touchdown, ricevendo una menzione onorevole nella formazione ideale della Big Ten Conference. A fine anno Michigan batté Washington nella finale del campionato nazionale.

## Carriera professionistica

### Seattle Seahawks
Barner fu scelto nel corso del quarto giro (121º assoluto) del Draft NFL 2024 dai Seattle Seahawks. Debuttò come professionista subentrando nella gara del primo turno vinta contro i Denver Broncos. Due settimane dopo ricevette i primi tre passaggi per 13 yard nella vittoria sui Miami Dolphins. Il primo touchdown lo ricevette dal quarterback Geno Smith nel Monday Night Football del quarto turno contro i Detroit Lions nella prima partita che disputò come titolare. La sua stagione da rookie si chiuse con 30 ricezioni per 245 yard e 4 touchdown disputando tutte le 17 partite, di cui 6 come titolare.